# Dorfkirche Wittersroda

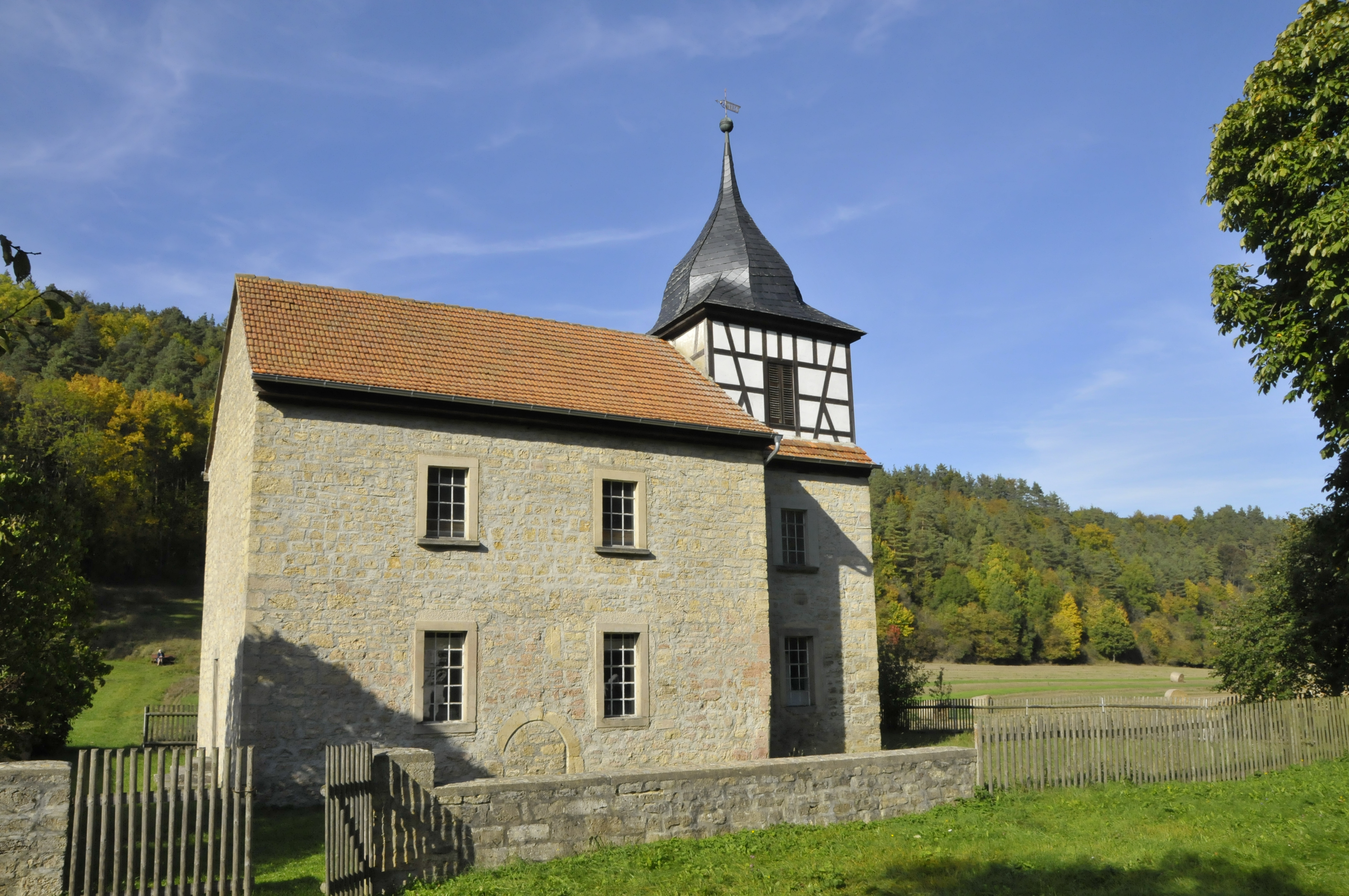
Die Kirche

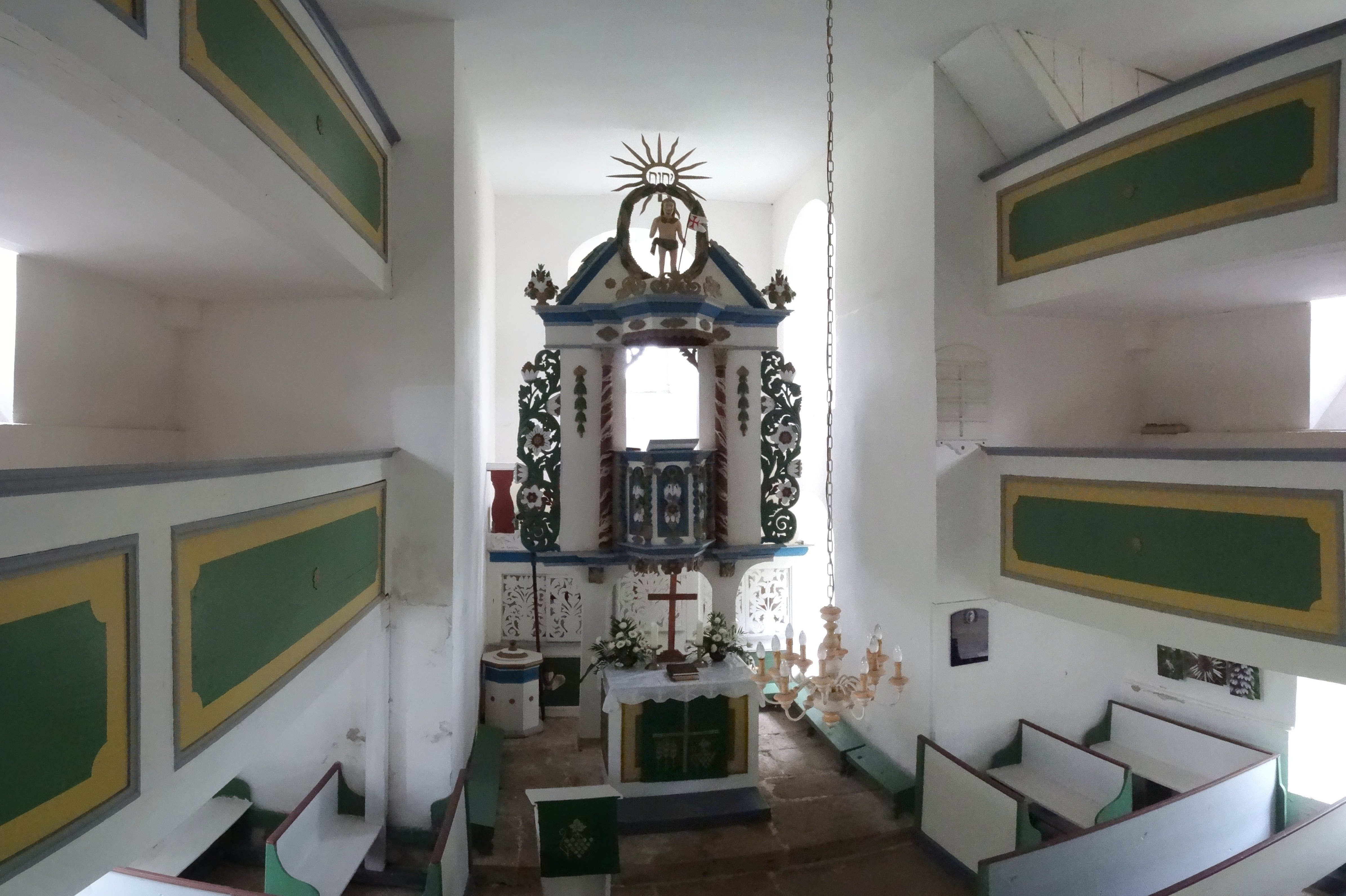
Innenraum

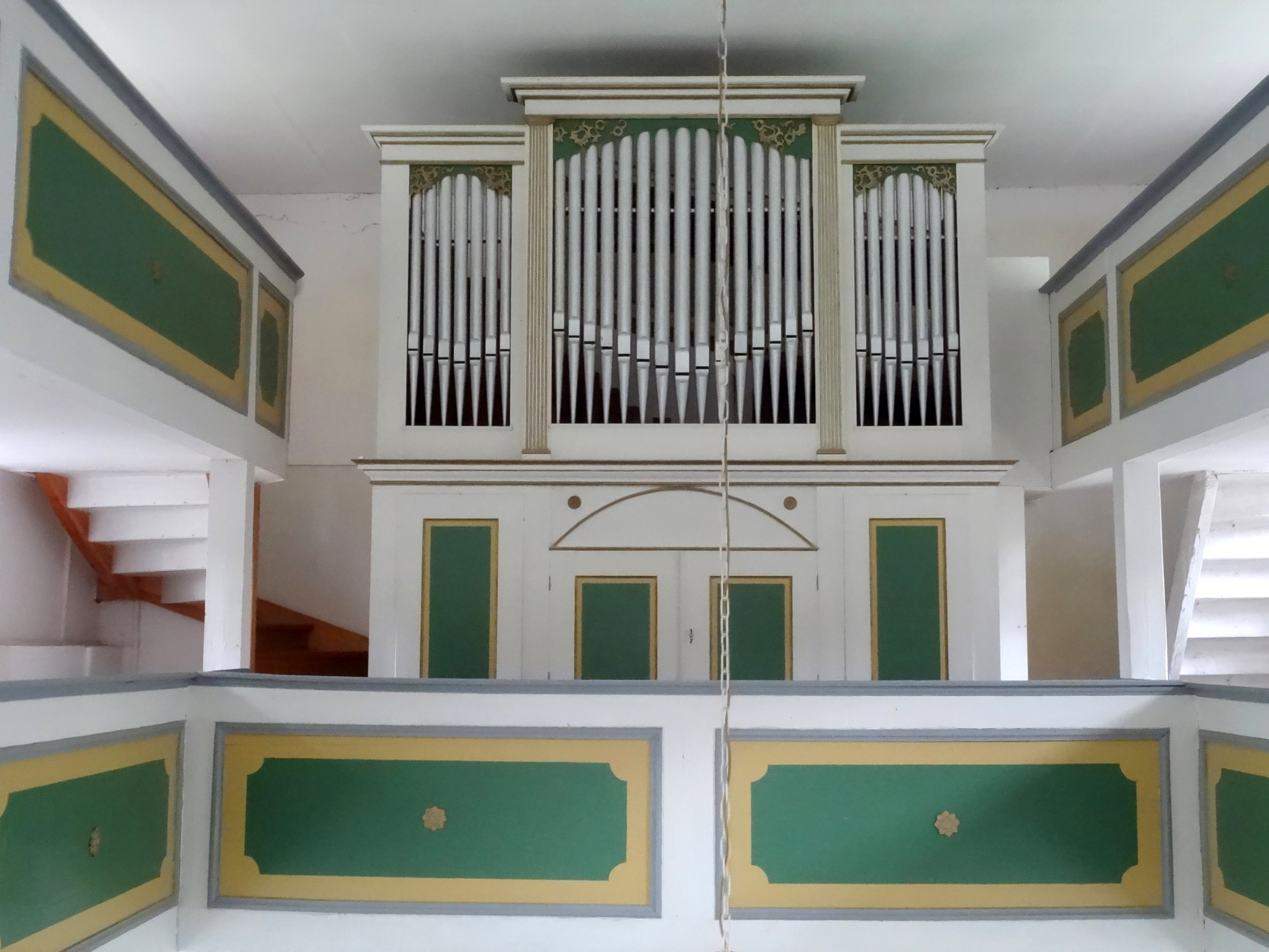
Dornheim-Orgel von 1856

Die evangelische Dorfkirche Wittersroda steht im Ortsteil Wittersroda der Stadt Blankenhain im Landkreis Weimarer Land in Thüringen.

## Lage
An der Dorfstraße mitten in der Natur des Reinstädter Grundes liegt die Dorfkirche den Häusern nördlich gegenüber im Tal. Das Ensemble von Kirche, Spritzenhaus und Kastanienbaum wartet auf den Besucher der Kirche.

## Geschichte
Die kleine barocke Kirche aus dem 18. Jahrhundert wurde 1992 saniert. Der an der Ostseite befindliche Kirchturm besitzt ein Fachwerkgeschoss und Haube.
Die Orgel von Friedrich Wilhelm Dornheim (1856) aus Eichfeld bei Rudolstadt ist bespielbar.